# 気絶するほど悩ましい
「気絶するほど悩ましい」（きぜつするほどなやましい）は、Charの2枚目のシングル。

## 概要
1年ぶりのシングルは阿久悠が作詞を担当。初の非・自作曲。
シングル売上は30万枚を記録。
同年11月発売アルバム「Char II have a wine」収録の同曲はアコースティック・ギターとパーカッションのみで伴奏される別テイク。
2015年5月のCharのアニヴァーサリー・アルバム「ROCK+」に、福山雅治が楽曲提供した『7月7日』は、『気絶するほど悩ましい』のアンサーソングだという。

## 収録曲
1. 気絶するほど悩ましい
作詞：阿久悠　作曲：梅垣達志　編曲：佐藤準
2. ふるえて眠れ
作詞：阿久悠　作曲：Char　編曲：佐藤準

## カバー
- 梅垣達志（1977年、アルバム『CAT A LOG』に収録）
- 沖田浩之（1982年、シングル）
- 島田歌穂 （1990年、アルバム『All Need Is Myusic』に収録）
- 香坂みゆき（1991年、アルバム 『Cantos 1』に収録）
- 藤井フミヤ（1997年、アルバム『Psyche-Delicious Char Tribute Album』に収録）
- ISSA（2008年、アルバム『VISION FACTORY COMPILATION 〜阿久悠、作家生活40周年記念〜』に収録）
- 西寺実（2009年、カバーアルバム『ふぞろいのロックたち 其之壱』に収録）
- 中森明菜（2016年、アルバム『Belie + Vampire』に収録）